# Operazione paura
Operazione paura è un film horror del 1966 diretto da Mario Bava.
Nonostante un budget molto limitato e riprese effettuate in soli 12 giorni con una sceneggiatura spesso improvvisata, il film riesce a emergere come un capolavoro stilistico e narrativo nel genere.
Il film è considerato uno dei migliori horror gotici italiani di sempre e uno dei punti più alti del cinema di genere italiano, con un valore artistico che supera i limiti tecnici e finanziari della sua produzione. È spesso citato come il capolavoro di Bava.

## Trama

Micaela Esdra in una scena

Una donna si suicida gettandosi nel vuoto. Il dottor Eswai, giunto nel paese di Kermigen per compiere l'autopsia, viene accolto gelidamente dagli abitanti del posto. Incaricato dall'ispettore Kruger di scoprire indizi, trova, nel cadavere, una moneta d'argento. Secondo una antica leggenda locale, l'amuleto serve per placare l'anima del defunto da eventuali spiriti. Paul, non credendo a queste superstizioni, indaga più accuratamente e scopre che a Villa Graps potrebbe trovare alcune informazioni utili. Qui incontra una bambina, Melissa, che si rivela essere morta anni prima, investita da una carrozza. È lei la responsabile delle morti misteriose. Il suo spirito è in cerca di vendetta per non essere stata aiutata durante quel fatidico incidente. 

## Produzione

### Sceneggiatura
Si tratta del quarto film horror girato da Mario Bava. È stato scritto dalla coppia Natale-Migliorini, autori de Il boia scarlatto.
Come sostenuto dallo stesso cineasta, la maggior parte delle scene vennero improvvisate. Il copione originale presentava, infatti, solo 30 pagine.

### Regia
Il lungometraggio prosegue lo sperimentalismo cromatico ideato da Bava (come visibile ne La frusta e il corpo e Sei donne per l'assassino).
Abbondano i piani sequenza e gli zoom. Sono presenti, inoltre, le "soggettive senza soggetto", tecniche già adoperate ne La maschera del demonio.
Per le sequenze oniriche, il regista fece ampio uso di effetti sfocati e colori psichedelici. Il regista non verrà mai pagato a causa dei problemi economici dei produttori, Bava disse: "Almeno mi hanno lasciato con un film che amo".

### Riprese
Le riprese durarono appena dodici giorni, a causa delle ristrettezze del budget a disposizione.
Gli interni furono ricreati negli studi Titanus di Roma. Il castello della baronessa è, in realtà, Villa Grazioli. Il villaggio è, invece, Faleria, piccolo borgo situato nel viterbese.

## Distribuzione
Cronologicamente girato prima de Le spie vengono dal semifreddo, il film venne distribuito nei cinema solo in un secondo momento, a causa delle vicissitudini della casa di produzione che fallì poco dopo la fine delle riprese. Fu vietato ai minori di 18 anni.
Il titolo della pellicola, Operazione paura, venne scelto dalla F.U.L Film per richiamare alcune opere di successo dell'epoca come Operazione Crossbow e Operazione San Gennaro.
Per ragioni commerciali, fu distribuito in Germania con il titolo Die toten augen des Doctor Dracula (trad. "Il mortale sguardo del Dr. Dracula") anche se non c'entra nulla con il personaggio di Bram Stoker.
Negli Stati Uniti è noto col titolo Kill, Baby ... Kill!

## Accoglienza

### Incassi
Operazione paura guadagnò circa 54 milioni di lire italiane.

### Critica
(Giuseppe Salza, Mario Bava: il brivido sottile di oscure e crudeli leggende, Segnocinema, 1984)
(Norbert Moutier, Mario Bava, Parigi, Ed. Moutier, 1990)

## Influenza culturale
Il critico Jean Louis Leutrat ritiene che la palla con la quale gioca ossessivamente la piccola Melissa Graps sia una citazione di M - Il mostro di Düsseldorf. Tale creatura "baviana" non passò inosservata a Federico Fellini. Il cineasta romagnolo, infatti, la riprese nel suo Toby Dammit (episodio del lungometraggio Tre passi nel delirio). A tal riguardo, Mario Bava raccontò: «È la stessa del mio film, l'ho detto a Giulietta Masina e lei ha alzato le spalle con un sorriso e mi ha detto, sai com'è Federico…»
Fra gli estimatori del film, si ricordano i nomi di Martin Scorsese, Tim Burton, Joe Dante e Quentin Tarantino.

## Curiosità
- Il piccolo Valerio Valeri interpretò il ruolo della bambina fantasma Melissa.[13]
- Nel 1971 venne pubblicato il cineromanzo omonimo Suspense, edito da New Edigraf.